# Камерун на Зимским олимпијским играма 2002.
Камерун је први пут у својој спортској историји учествовао на Зимским олимпијским играма одржаним 2002. године у Солт Лејк Ситију, САД. На овим играма Камерун је представљао само један спортиста који се такмичио у скијашком трчању.
Представник Камеруна није освојио ниједну медаљу.
Заставу Камеруна, на свечаном отварању Олимпијских игара 2002. године, носио је једини камерунски такмичар нордијски скијаш Isaac Menyoli.

## Скијашко трчање
Мушкарци
| Такмичар      | Дисциплина     | Финале  | Финале    | Финале           |
| Такмичар      | Дисциплина     | Време   | Заостатак | Место/уч. (укуп) |
| ------------- | -------------- | ------- | --------- | ---------------- |
| Isaac Menyoli | 10 км слободно | 45:40,3 | +19:33,1  | 83 / 83 (85)     |
| Isaac Menyoli | 1,5 км спринт  | 4:10,07 | +1:20,0   | 67 / 71 (72)     |

## Рњеференце
1. ↑  Камерун на ЗОИ 2002. на sports-reference.com Архивирано на веб-сајту  (31. децембар 2008), Приступљено 8. 4. 2013.